# Marc Surer

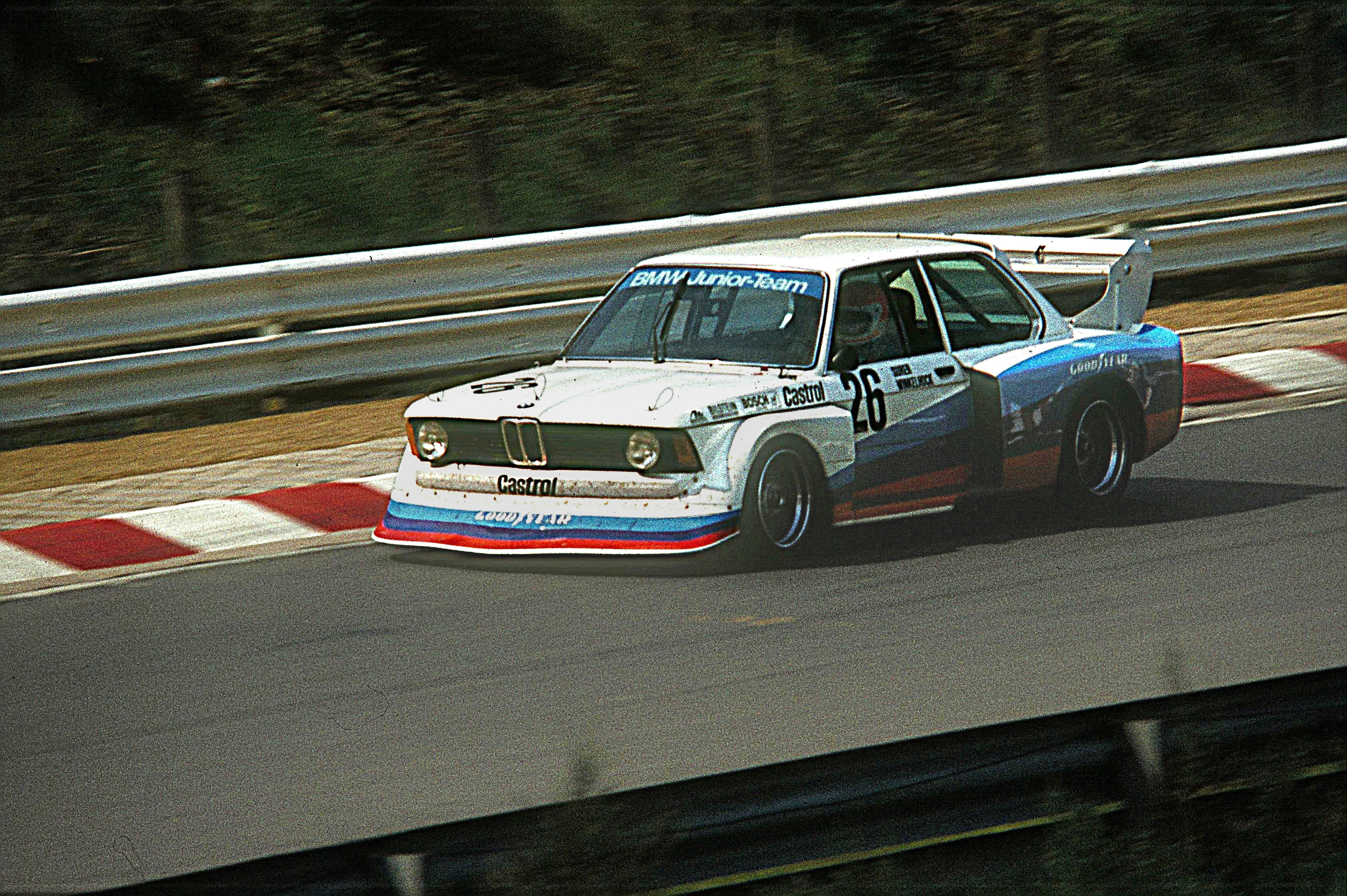
Marc Surer als Fahrer des BMW-Junior-Teams beim 1000-km-Rennen 1977 auf dem Nürburgring

Marc Surer (* 18. September 1951 in Arisdorf) ist ein Schweizer Formel-1-Kommentator im Schweizer Fernsehen und ehemaliger Automobilrennfahrer.

## Leben
Erste Erfolge im Motorsport erzielte der gelernte Schlosser Anfang der 1970er-Jahre im Kartsport. 1972 wurde er Kartmeister der Schweiz. In den folgenden Jahren bestritt er erfolgreich verschiedene europäische Formel- und Tourenwagen-Rennserien. 1976 wurde Surer Zweiter der Deutschen Formel-3-Meisterschaft, 1979 gewann er die Formel-2-Europameisterschaft.
In den USA, beim letzten Rennen der Formel-1-Saison 1979, startete Surer mit 28 Jahren zu seinem ersten Formel-1-Grand-Prix. 1980 bestritt er neben dem Niederländer Jan Lammers eine komplette Saison mit dem deutschen ATS-Team. In der Formel 1 fuhr er bis 1986 für kleinere und technisch unterlegene Teams wie Arrows, Brabham und Ensign. Die besten Ergebnisse in seinen insgesamt 82 Rennen waren zwei vierte Plätze. Ein Motorschaden beim Großen Preis von Europa 1985 kurz vor Rennende auf Platz zwei liegend machte die einzige Chance auf einen Podiumsplatz in seiner Karriere zunichte. Während seiner Zeit als Premiere-Kommentator blickte er in der Reihe „Die besten Grand Prix“ gemeinsam mit Jacques Schulz auf dieses Rennen zurück.
Daneben startete Marc Surer erfolgreich bei zahlreichen Langstreckenrennen und Rallyes. 1984 wurde er bei der Rallye Köln-Ahrweiler auf einem Renault 5 Turbo Zweiter. 1985 gewann er zusammen mit Gerhard Berger und Roberto Ravaglia das 24-Stunden-Rennen von Spa-Francorchamps auf einem BMW 635. Beim 1000-km-Rennen von Monza 1985 war er an der Seite von Manfred Winkelhock auf einem Porsche 962 ebenfalls siegreich.
Nach einem schweren Unfall bei der Hessen-Rallye der Deutschen Rallye-Meisterschaft 1986, bei dem sein Freund und Copilot Michel Wyder ums Leben kam, trat Surer vom aktiven Motorsport zurück. Sein Ford RS200 der zu dieser Zeit umstrittenen Gruppe B war in der Wertungsprüfung Schotten auf einem Teilstück des ehemaligen Schottenrings in einer schnellen Rechtskurve vor der Ortsdurchfahrt Rudingshain übersteuernd von der Strecke abgekommen und nahezu ungebremst mit der Fahrerseite (knapp hinter Surers Sitzposition) gegen einen Baum geprallt. Das Auto wurde regelrecht zerteilt und ging sofort in Flammen auf, da der Sicherheitskraftstofftank geplatzt war. Wyder war auf der Stelle tot. Surer wurde aus dem Auto geschleudert und sein Overall geriet auf Grund des Kraftstoffes in Brand. Er wurde von einem Streckenposten zu einem nahe gelegenen Bach gezogen, wo es diesem gelang, den brennenden Surer zu löschen. Surer erlitt unter anderem mehrere Knochenbrüche und schwere Verbrennungen und wurde für drei Wochen ins künstliche Koma versetzt.
Anfang der 1990er-Jahre war er als Fahrertrainer und Rennleiter für BMW bei der Deutschen Tourenwagen-Meisterschaft und in der STW-Serie aktiv.
Ab dem Großen Preis von Deutschland 1996 kommentierte er für Sky Deutschland (ehemals DF1/Premiere) alle Rennen der Formel-1-Weltmeisterschaft, bis Ende 2012 an der Seite von Jacques Schulz, ab 2013 bis zum Sky-Ausstieg Ende 2017 mit Sascha Roos. Seit ein paar Jahren ist er zudem als Chef-Instruktor bei Fahrsicherheitstrainings tätig und arbeitete bis zur Einstellung der Sendung Ende 2012 als Moderator des Automagazins Motorshow beim Schweizer Fernsehsender SRF zwei. Schon vorher kommentierte er als Experte für das SRF Ende der 1980er einige Grand Prix.
Marc Surer ist zweimal geschieden. Er war mit Jolanda Egger von 1986 bis 1993 und mit Christina Bönzli von 1996 bis 2000 verheiratet. Im Dezember 2010 verlobte er sich mit seiner langjährigen Lebensgefährtin Silvia Renée Arias. Im Dezember 2011 fand die Heirat in Argentinien statt.
Im April 2015 erlitt Surer bei einem Reitunfall mit seinem Pferd eine Lungenverletzung sowie ein gebrochenes Bein und zwei gebrochene Rippen.
Durch den schweren Reitunfall verpasste er erstmals seit dem Beginn 1996 bei Sky Deutschland (ehemals DF1/Premiere) als Co-Kommentator ein Rennen der Formel-1-Weltmeisterschaft.
Zur Saison 2018 verlängerte Sky den Vertrag zur Übertragung der Formel 1 nicht. Surers Tätigkeit als Kommentator im deutschen Raum endete daher nach fast 21 Jahren. Er wurde vom Motorsport-Internetportal Motorsport-Total.com Experte verpflichtet, nun mit dem Schwerpunkt der schriftlichen „Benotung“ der Leistung jedes einzelnen Fahrers nach den Rennen.
2019 kehrte er für fünf ausgewählte Rennen, darunter das Eröffnungsrennen in Melbourne sowie den Grand Prix von Monaco, ans Expertenmikrofon von SRF zurück.

## Statistik

### Statistik in der Automobil-Weltmeisterschaft

#### Einzelergebnisse
| Saison | 1   | 2   | 3   | 4   | 5   | 6   | 7   | 8   | 9   | 10  | 11  | 12  | 13  | 14  | 15  | 16 |
| ------ | --- | --- | --- | --- | --- | --- | --- | --- | --- | --- | --- | --- | --- | --- | --- | -- |
| 1979   |     |     |     |     |     |     |     |     |     |     |     |     |     |     |     |    |
|        |     |     |     |     |     |     |     |     |     |     |     | DNQ | DNQ | DNF |     |    |
| 1980   |     |     |     |     |     |     |     |     |     |     |     |     |     |     |     |    |
| DNF    | 7   | DNS |     |     |     | DNF | DNF | 12  | 12  | 10  | DNF | DNQ | 8   |     |     |    |
| 1981   |     |     |     |     |     |     |     |     |     |     |     |     |     |     |     |    |
| DNF    | 4   | DNF | 9   | 11  | 6   |     | 12  | 11* | 14* | DNF | 8   | DNQ | 9   | DNF |     |    |
| 1982   |     |     |     |     |     |     |     |     |     |     |     |     |     |     |     |    |
|        |     |     |     | 7   | 9   | 8   | 5   | 10  | DNF | 13  | 6   | DNF | 15  | DNF | 7   |    |
| 1983   |     |     |     |     |     |     |     |     |     |     |     |     |     |     |     |    |
| 6      | 5   | 10  | 6   | DNF | 11  | 11  | DNF | 17  | 7   | DNF | 8   | 10  | DNF | 8   |     |    |
| 1984   |     |     |     |     |     |     |     |     |     |     |     |     |     |     |     |    |
| 7      | 9   | 8   | DNF | DNF | DNQ | DNF | DNF | DNF | 11  | DNF | 6   | DNF | DNF | DNF | DNF |    |
| 1985   |     |     |     |     |     |     |     |     |     |     |     |     |     |     |     |    |
|        |     |     |     | 15  | 8   | 8   | 6   | DNF | 6   | 10* | 4   | 8   | 13  | DNF | DNF |    |
| 1986   |     |     |     |     |     |     |     |     |     |     |     |     |     |     |     |    |
| DNF    | DNF | 9*  | 9   | 9   |     |     |     |     |     |     |     |     |     |     |     |    |

| Legende  | Legende            | Legende                                                          |
| Farbe    | Abkürzung          | Bedeutung                                                        |
| -------- | ------------------ | ---------------------------------------------------------------- |
| Gold     | –                  | Sieg                                                             |
| Silber   | –                  | 2. Platz                                                         |
| Bronze   | –                  | 3. Platz                                                         |
| Grün     | –                  | Platzierung in den Punkten                                       |
| Blau     | –                  | Klassifiziert außerhalb der Punkteränge                          |
| Violett  | DNF                | Rennen nicht beendet (did not finish)                            |
| Violett  | NC                 | nicht klassifiziert (not classified)                             |
| Rot      | DNQ                | nicht qualifiziert (did not qualify)                             |
| Rot      | DNPQ               | in Vorqualifikation gescheitert (did not pre-qualify)            |
| Schwarz  | DSQ                | disqualifiziert (disqualified)                                   |
| Weiß     | DNS                | nicht am Start (did not start)                                   |
| Weiß     | WD                 | zurückgezogen (withdrawn)                                        |
| Hellblau | PO                 | nur am Training teilgenommen (practiced only)                    |
| Hellblau | TD                 | Freitags-Testfahrer (test driver)                                |
| ohne     | DNP                | nicht am Training teilgenommen (did not practice)                |
| ohne     | INJ                | verletzt oder krank (injured)                                    |
| ohne     | EX                 | ausgeschlossen (excluded)                                        |
| ohne     | DNA                | nicht erschienen (did not arrive)                                |
| ohne     | C                  | Rennen abgesagt (cancelled)                                      |
| ohne     | keine WM-Teilnahme |                                                                  |
| sonstige | P/fett             | Pole-Position                                                    |
| sonstige | 1/2/3/4/5/6/7/8    | Punktplatzierung im Sprint-/Qualifikationsrennen                 |
| sonstige | SR/kursiv          | Schnellste Rennrunde                                             |
| sonstige | *                  | nicht im Ziel, aufgrund der zurückgelegten Distanz aber gewertet |
| sonstige | ()                 | Streichresultate                                                 |
| sonstige | unterstrichen      | Führender in der Gesamtwertung                                   |

### Le-Mans-Ergebnisse
| Jahr | Team                        | Fahrzeug  | Teamkollege    | Teamkollege        | Platzierung     | Ausfallgrund |
| ---- | --------------------------- | --------- | -------------- | ------------------ | --------------- | ------------ |
| 1978 | Artos Francy Sauber PP AG   | Sauber C5 | Eugen Strähl   | Harry Blumer       | nicht klassiert |              |
| 1981 | Würth Lubrifilm Team Sauber | BMW M1    | Dieter Quester | David Deacon       | Ausfall         | Motorschaden |
| 1982 | Zakspeed                    | Ford C100 | Klaus Ludwig   | Manfred Winkelhock | Ausfall         | Elektrik     |

### Sebring-Ergebnisse
| Jahr | Team               | Fahrzeug | Teamkollege  | Platzierung | Ausfallgrund |
| ---- | ------------------ | -------- | ------------ | ----------- | ------------ |
| 1981 | BMW Challenge Team | BMW M1   | Alf Gebhardt | Ausfall     | Motorschaden |